# Katastralgemeinde Filfing
Die Katastralgemeinde Filfing ist eine von zwölf Katastralgemeinden der Gemeinde Klein Sankt Paul im Bezirk Sankt Veit an der Glan in Kärnten (Österreich). Sie hat eine Fläche von 413,07 ha (Stand 31. Dezember 2023).
Die Katastralgemeinde gehört zum Sprengel des Vermessungsamtes Klagenfurt.

## Lage
Die Katastralgemeinde liegt in der Gemeinde Klein Sankt Paul im Osten des Bezirks Sankt Veit an der Glan, östlich oberhalb des Gemeindehauptorts, an den Westhängen der Saualpe. Sie grenzt im Norden an die Katastralgemeinde Dullberg, im Nordosten an die Katastralgemeinde Grünburg, im Osten an die Katastralgemeinde Prailing, im Süden an die Katastralgemeinde Unter St. Paul sowie im Westen an die Katastralgemeinde Klein St. Paul und an die Katastralgemeinde Ober St. Paul. Die Katastralgemeinde erstreckt sich über eine Höhenlage von 637 m ü. A. im Tal des Schreckbachs am Südwestrand der Katastralgemeinde bis zu 1123 m ü. A. am Nordrand der Katastralgemeinde.

## Ortschaften
Auf dem Gebiet der Katastralgemeinde Filfing liegt die Ortschaft Filfing.

## Vermessungsamt-Sprengel
Die Katastralgemeinde gehört seit 1. Jänner 1998 zum Sprengel des Vermessungsamtes Klagenfurt. Davor war sie Teil des Sprengels des Vermessungsamtes St. Veit an der Glan.

## Geschichte
Ende des 18. Jahrhunderts wurden die Kärntner Steuergemeinden (später: Katastralgemeinden) gebildet und Steuerbezirken zugeordnet. Die Steuergemeinde Filfing wurde Teil des Steuerbezirks Eberstein.
Im Zuge der Reformen nach der Revolution 1848/49 wurden in Kärnten die Steuerbezirke aufgelöst und Ortsgemeinden gebildet, die jeweils das Gebiet einer oder mehrerer Steuergemeinden umfassten. Die Steuer- bzw. Katastralgemeinde Filfing wurde Teil der Gemeinde Klein Sankt Paul. Die Größe der Katastralgemeinde wurde 1849 mit 717 Österreichischen Joch und 200 Klaftern (ca. 413 ha, also die heutige Fläche) angegeben; damals lebten 286 Personen auf dem Gebiet der Katastralgemeinde.
Die Katastralgemeinde Filfing gehörte ab 1850 zum politischen Bezirk Sankt Veit an der Glan und zum Gerichtsbezirk Eberstein. Von 1854 bis 1868 gehörte sie zum Gemischten Bezirk Eberstein. Seit der Reform 1868 ist sie wieder Teil des politischen Bezirks Sankt Veit an der Glan, zunächst als Teil des Gerichtsbezirks Eberstein, seit dessen Auflösung 1978 als Teil des Gerichtsbezirks St. Veit an der Glan.